# Cornelis Calkoen

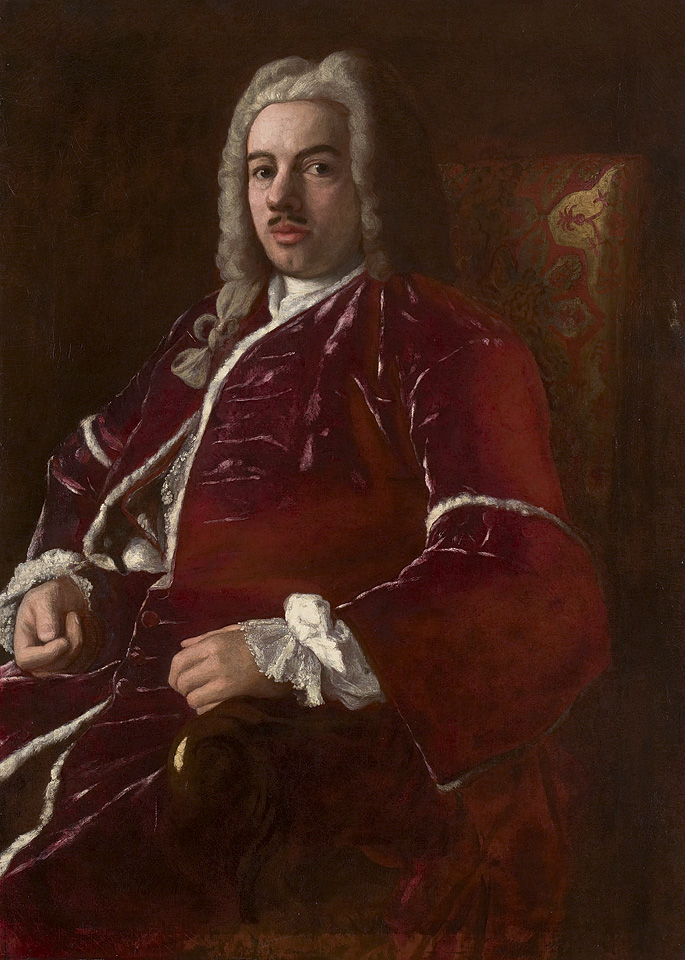
Cornelis Calkoen

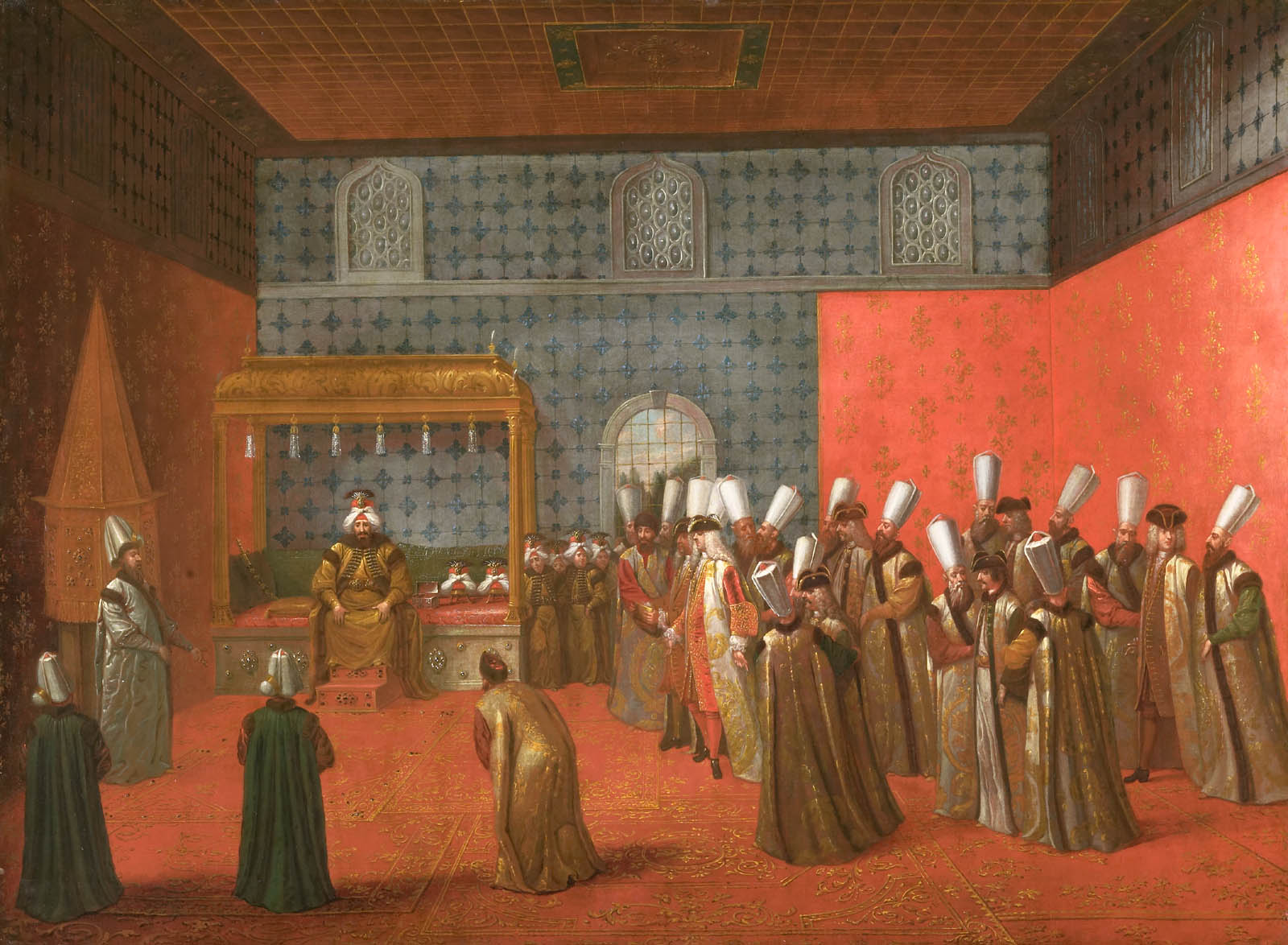
ambasador Cornelis Calkoen na audiencji u sułtana Ahmeda III (A.D. 1727)

Cornelis Calkoen (ur. 1696, zm. 1764) był holenderskim dyplomatą i mecenasem sztuki.
Studiował prawo w mieście Lejda. W roku 1727 został ambasadorem Holandii w Turcji. Jego zadaniem było polepszyć warunki na jakich odbywał się handel lewantyński między obu krajami. Od tego roku sprawował patronat wobec znakomitego malarza Jean-Baptiste van Moura (1671-1737), którego do Turcji przywiózł jeszcze w roku 1699 francuski ambasador Charles de Ferriol. W 1727 roku van Mour namalował obraz przedstawiający audiencję Calkoena u proeuropejsko nastawionego sułtana Ahmeda III. Udzielono jej dyplomacie 14 września 1727 roku.
Jego dobre stosunki z kolejnym sułtanem (Mahmudem I), grały ważną rolę podczas negocjacji pokojowych między Rosją a Turcją w roku 1737. W 1744 Cornelis Calkoen opuścił Stambuł, by udać się na ambasadę do Drezna, gdzie pozostał do roku 1761. Zmarł w 1764 roku, w wieku 67 lat.